# Diocesi di Bogor
La diocesi di Bogor (in latino Dioecesis Bogorensis) è una sede della Chiesa cattolica in Indonesia suffraganea dell'arcidiocesi di Giacarta. Nel 2022 contava 94.381 battezzati su 20.559.829 abitanti. È retta dal vescovo Paskalis Bruno Syukur, O.F.M.

## Territorio
La diocesi comprende i seguenti territori nell'isola di Giava in Indonesia:
- le reggenze di Bogor, Sukabumi e Cianjur, e le municipalità di Depok, Bogor e Sukabumi nella provincia di Giava Occidentale;
- le reggenze di Lebak, Pandeglang e Serang, e le municipalità di Serang e Cilegon nella provincia di Banten.

Sede vescovile è la città di Bogor, dove si trova la cattedrale di Santa Maria.
Il territorio si estende su 18.366 km² ed è suddiviso in 27 parrocchie.

## Storia
La prefettura apostolica di Sukabumi fu eretta il 9 dicembre 1948 con la bolla Quo in insula di papa Pio XII, ricavandone il territorio dal vicariato apostolico di Batavia (oggi arcidiocesi di Giacarta).
Il 3 gennaio 1961 per effetto della bolla Quod Christus di papa Giovanni XXIII la prefettura apostolica è stata elevata a diocesi e ha assunto il nome attuale.

## Cronotassi dei vescovi
Si omettono i periodi di sede vacante non superiori ai 2 anni o non storicamente accertati.
- Paternus Nicholas Joannes Cornelius Geise, O.F.M. † (17 dicembre 1948 - 30 gennaio 1975 dimesso)
- Ignatius Harsono † (30 gennaio 1975 - 17 luglio 1993 dimesso)
- Cosmas Michael Angkur, O.F.M. † (10 giugno 1994 - 21 novembre 2013 ritirato)
- Paskalis Bruno Syukur, O.F.M., dal 21 novembre 2013

## Statistiche
La diocesi nel 2022 su una popolazione di 20.559.829 persone contava 94.381 battezzati, corrispondenti allo 0,5% del totale.
| anno | popolazione | popolazione | popolazione | presbiteri | presbiteri | presbiteri | presbiteri                | diaconi | religiosi | religiosi | parrocchie |
| anno | battezzati  | totale      | %           | numero     | secolari   | regolari   | battezzati per presbitero | diaconi | uomini    | donne     | parrocchie |
| ---- | ----------- | ----------- | ----------- | ---------- | ---------- | ---------- | ------------------------- | ------- | --------- | --------- | ---------- |
| 1950 | 722         | 2.750.000   | 0,0         | 15         | 2          | 13         | 48                        |         | 2         | 2         | 5          |
| 1969 | 7.332       | 5.990.000   | 0,1         | 24         | 2          | 22         | 305                       |         | 53        | 128       | 10         |
| 1980 | 18.332      | 7.422.000   | 0,2         | 24         | 9          | 15         | 763                       |         | 21        | 95        |            |
| 1990 | 34.849      | 9.500.000   | 0,4         | 33         | 17         | 16         | 1.056                     |         | 26        | 110       | 12         |
| 1999 | 54.056      | 12.144.005  | 0,4         | 45         | 34         | 11         | 1.201                     |         | 26        | 114       | 15         |
| 2000 | 53.432      | 11.190.495  | 0,5         | 51         | 37         | 14         | 1.047                     |         | 21        | 92        | 16         |
| 2001 | 57.632      | 11.471.935  | 0,5         | 48         | 36         | 12         | 1.200                     |         | 27        | 107       | 17         |
| 2002 | 61.414      | 11.875.500  | 0,5         | 52         | 40         | 12         | 1.181                     |         | 26        | 134       | 18         |
| 2003 | 63.698      | 12.114.065  | 0,5         | 56         | 38         | 18         | 1.137                     | 2       | 27        | 140       | 18         |
| 2004 | 66.115      | 13.080.511  | 0,5         | 56         | 42         | 14         | 1.180                     |         | 28        | 143       | 18         |
| 2012 | 83.406      | 16.283.000  | 0,5         | 70         | 51         | 19         | 1.191                     |         | 44        | 161       | 21         |
| 2015 | 116.138     | 18.010.983  | 0,6         | 89         | 58         | 31         | 1.304                     |         | 95        | 158       | 21         |
| 2018 | 119.350     | 18.125.361  | 0,7         | 93         | 66         | 27         | 1.283                     |         | 83        | 161       | 23         |
| 2020 | 92.558      | 18.130.361  | 0,5         | 96         | 69         | 27         | 964                       |         | 69        | 154       | 24         |
| 2022 | 94.381      | 20.559.829  | 0,5         | 97         | 70         | 27         | 973                       |         | 70        | 179       | 27         |